# نعيم حمدي
نعيم حمدي (4 أكتوبر 1942 - ) مغني وملحن سوري يجيد الغناء باللغة الهندية والكورية.

## مسيرته الفنية
- قام بأداء أغنية حفل الأفتتاح لدورة ألعاب البحر الأبيض المتوسط 1987 التي استضافتها سوريا في مدينة اللاذقية وعنوانها Truley Lovely Welcome to Syria ترجمة العنوان فعلا جميلة مرحبا بكم في سوريا.[2]
- عام 2005 قام مع الفنان دريد لحام بتأليف وتلحين 30 أغنية هادفة أغلبها للأطفال.[3]